# Iain Henderson
William Iain Henderson (* 21. Februar 1992 in Craigavon) ist ein nordirischer Rugby-Union-Spieler. Er spielt auf der Position des Zweite-Reihe-Stürmers für das irische Team Ulster Rugby und die irische Nationalmannschaft. Zu seinen Erfolgen gehören vier Turniersiege mit Irland bei den Six Nations (darunter zweimal mit einem Grand Slam).

## Biografie

### Vereinskarriere
Henderson besuchte die Belfast Royal Academy und spielte für die Schulmannschaft, die im März 2010 das Finale des Ulster Schools’ Cup erreichte. Drei Monate später nahm er am Eröffnungsmatch im neu erbauten Aviva Stadium in Dublin teil, als er mit der Auswahl Ulster/Leinster gegen die Auswahl Connacht/Munster antrat. Er sollte an der Heriot-Watt University in Edinburgh Versicherungsmathematik studieren, wechselte dann aber an die Queen’s University Belfast, nachdem er Angebot für die Rugby-Akademie von Ulster Rugby erhalten hatte. Vom Unterstützungsverein von Ulster Rugby erhielt er im Dezember 2011 das Jack-Kyle-Stipendium in Höhe von 2000 Pfund, obwohl er wegen eines Beinbruchs, den er sich bei einem Spiel für die Reservemannschaft Ulster Ravens zugezogen hatte, einen großen Teil der Saison 2011/12 verpasste.
Sein Debüt für Ulster Rugby gab Henderson am 14. April 2012 bei der 21:26-Auswärtsniederlage gegen Connacht Rugby, ein halbes Jahr später unterschrieb er seinen ersten Profivertrag. In der Saison 2012/13 erreichte Ulster das Meisterschaftsfinale gegen Leinster Rugby. Henderson saß zunächst auf der Ersatzbank und wurde nach etwa einer Stunde eingewechselt, konnte aber nicht verhindern, dass sein Team das Spiel mit 18:24 verlor. Er entwickelte sich rasch zum Stammspieler und schied in den drei folgenden Saisons mit Ulster jeweils im Halbfinale der Meisterschaft aus. Vor Beginn der Saison 2019/20 wurde Hendersen zum Mannschaftskapitän ernannt und ersetzte den zurückgetretenen Rory Best. Erneut erreichte Ulster das Meisterschaftsfinale; nachdem Henderson zu Beginn der zweiten Halbzeit ausgewechselt worden war, ging das Spiel gegen Leinster mit 5:27 verloren.
Hendersons zentraler Vertrag mit der IRFU sollte nach der Weltmeisterschaft 2023 auslaufen, und es gab Spekulationen, dass er ins Ausland wechseln könnte. Er unterzeichnete jedoch im Juni 2023 eine Vertragsverlängerung, die ihn für weitere zwei Spielzeiten an Ulster bindet.

### Nationalmannschaft
Henderson vertrat Irland in den Altersklassen U19 und U20, unter anderem bei der Juniorenweltmeisterschaft 2012. Sein erstes Test Match für die irische Nationalmannschaft bestritt er am 10. November 2012 bei der 12:16-Heimniederlage gegen Südafrika, als er in der 71. Minute eingewechselt wurde. Anschließend nahm er am Six Nations 2014 teil, bei dem er in vier von fünf Spielen im Einsatz stand und somit wesentlich zum Turniersieg der Iren beitrug. Diesen Erfolg konnten die Iren beim Six Nations 2015 wiederholen, wobei Henderson in allen fünf Partien spielte. Im selben Jahr nahm er an der Weltmeisterschaft 2015 teil; an dieser bestritt er die Gruppenspiele gegen Kanada, Italien und Frankreich sowie das Viertelfinale gegen Argentinien. Wegen eines Muskelrisses im Oberschenkel verpasste er das Six Nations 2016. Ein Jahr später war er beim Six Nations 2017 wieder in vier von fünf Spielen im Einsatz. Im Sommer 2017 nahm er an der Neuseeland-Tour der British and Irish Lions teil; er hatte sechs Einsätze, wurde aber nicht für die Test Matches gegen die All Blacks berücksichtigt.
Nach fünf Jahren standen die Iren beim Six Nations 2018 wieder als Turniersieger fest; Henderson spielte erneut in vier von fünf Partien und trug auf diese Weise mitentscheiden zum Grand Slam bei. Wegen einer Fingerverletzung verpasste er die ersten beiden Runden des Six Nations 2019. Bei der Weltmeisterschaft 2019 bestritt er die Gruppenspiele gegen Schottland, Japan, Russland und Samoa sowie das Viertelfinale gegen Neuseeland. Zwei Jahre später gehörte Henderson während der Südafrika-Tour wieder dem Kader der British and Irish Lions an. Zwar bestritt er das Auftakt-Länderspiel gegen Japan sowie mehrere Spiele gegen Auswahlteams, doch in keinem der drei Test Matches gegen die Springboks kam er zum Einsatz. Nach der Tour kritisierte er öffentlich Lions-Trainer Warren Gatland, der die Mannschaften nicht gemäß dem Formstand der Spieler zusammengestellt und eine falsche Taktik gewählt habe.
Ein halbes Jahr später absolvierte Henderson drei Spiele, als Irland das Six Nations 2022 für sich entschied. Diesen Erfolg wiederholten sie im darauffolgenden Jahr beim Six Nations 2023, diesmal mit einem Grand Slam. Henderson erlitt im vierten Spiel gegen Schottland eine Vorderarmfraktur und musste operiert werden, weshalb er die fünfte Partie gegen England verpasste.

## Erfolge
Ulster Rugby:
- Finalist Pro12/Pro14: 2013, 2020

Irland:
- Sieger Six Nations: 2014, 2015, 2018, 2023
- Grand Slam: 2018, 2023
- Triple Crown: 2018, 2022, 2023